# Política e economia de Plasencia

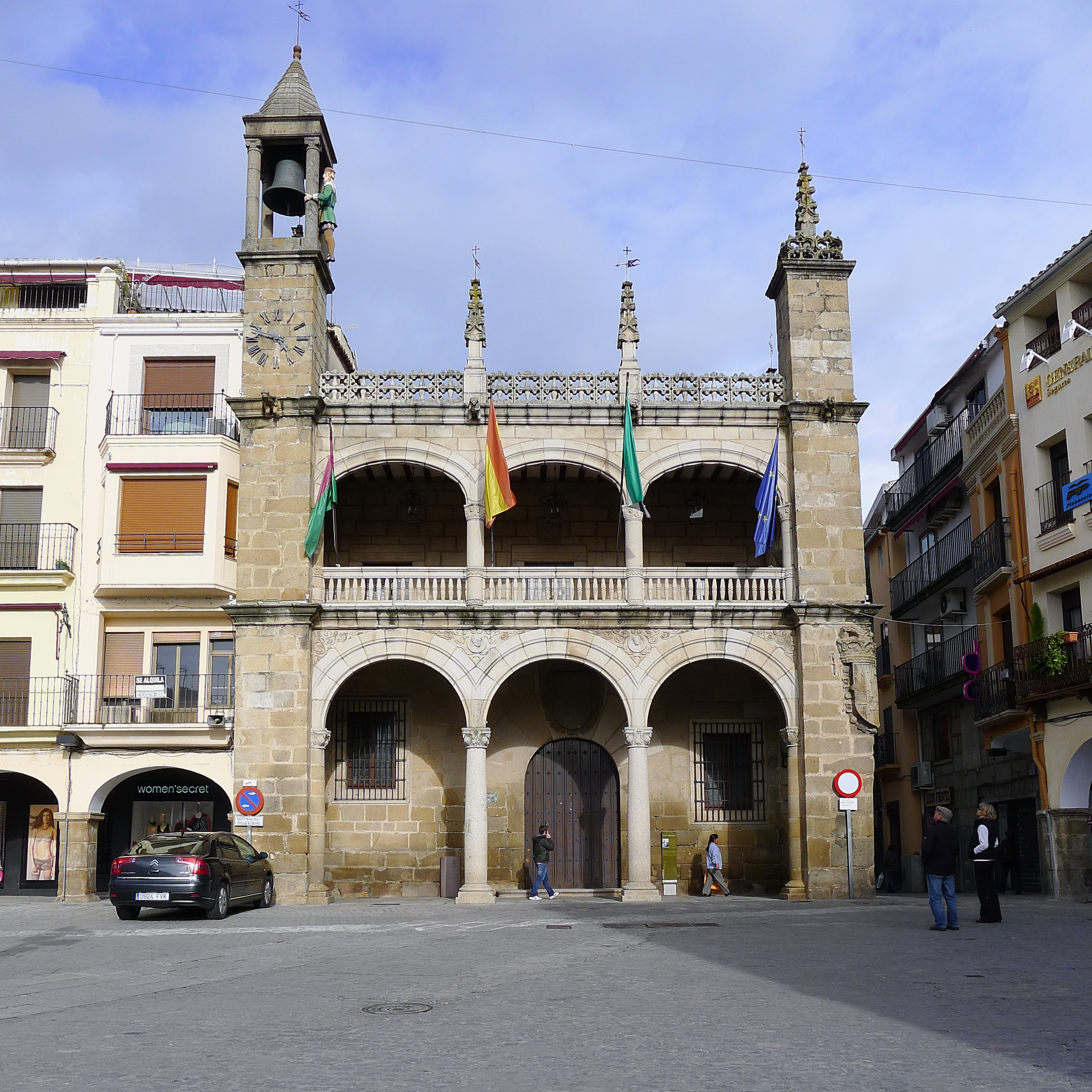
Casa Consistorial, sede do Ayuntamiento de Plasencia, na Plaza Mayor

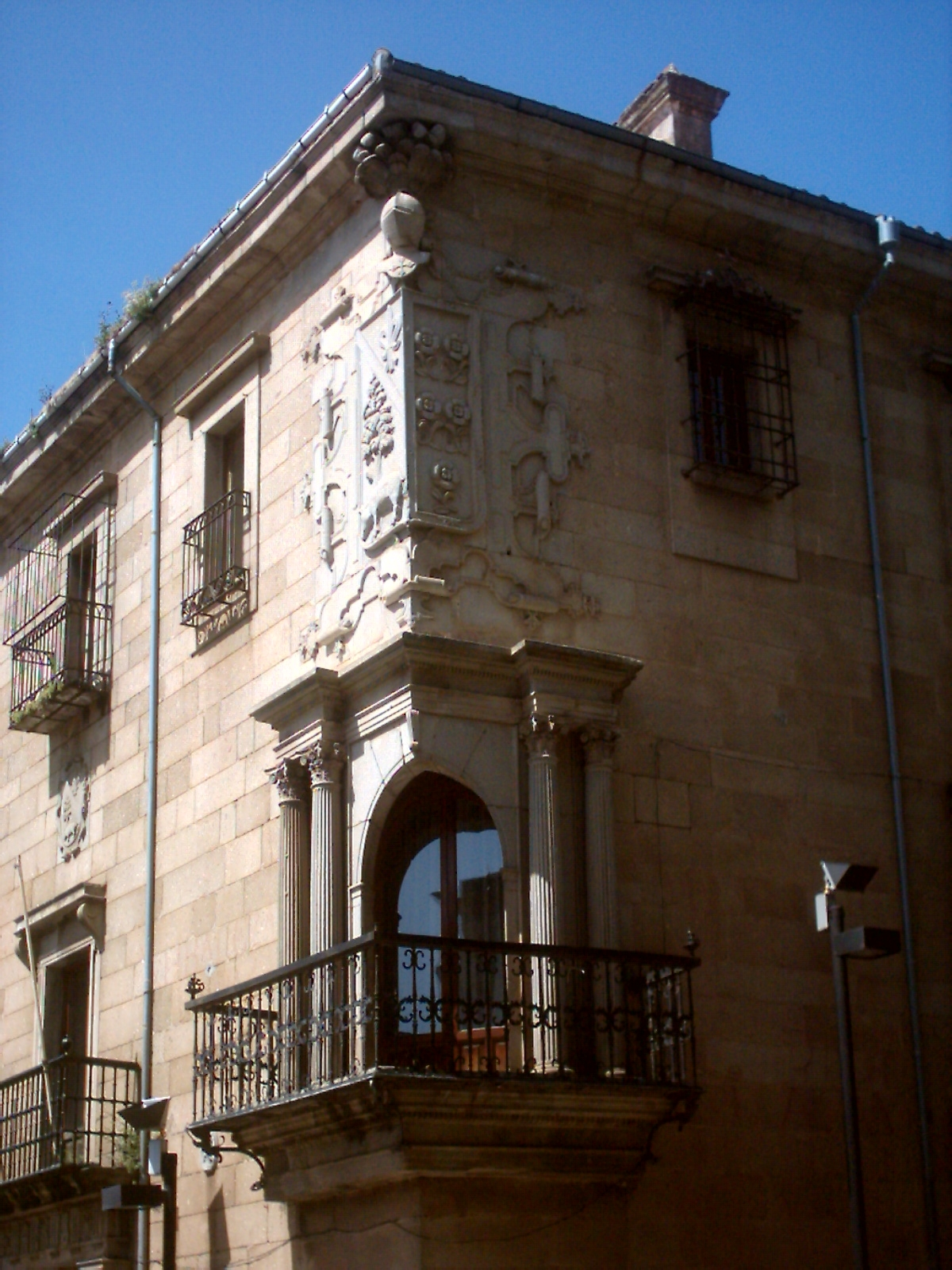
Varanda da Casa do Deão

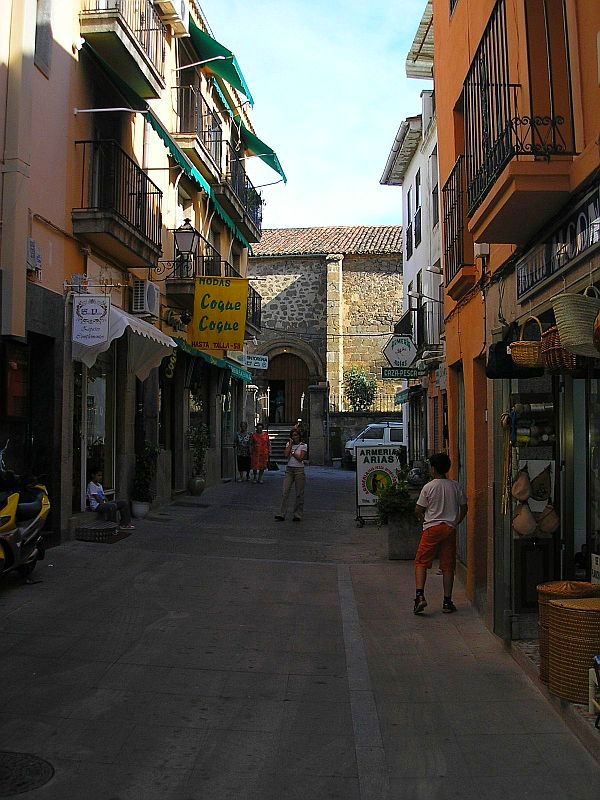
Rua no centro histórico

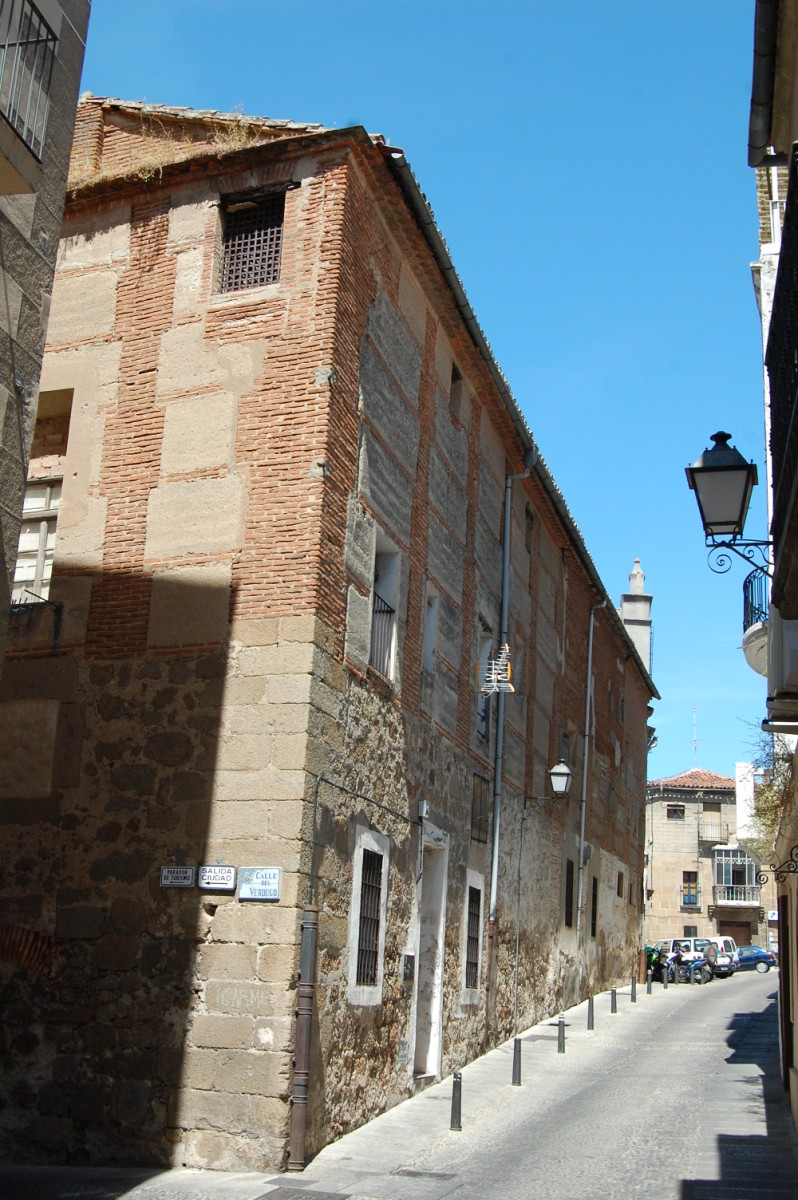
Rua no centro histórico

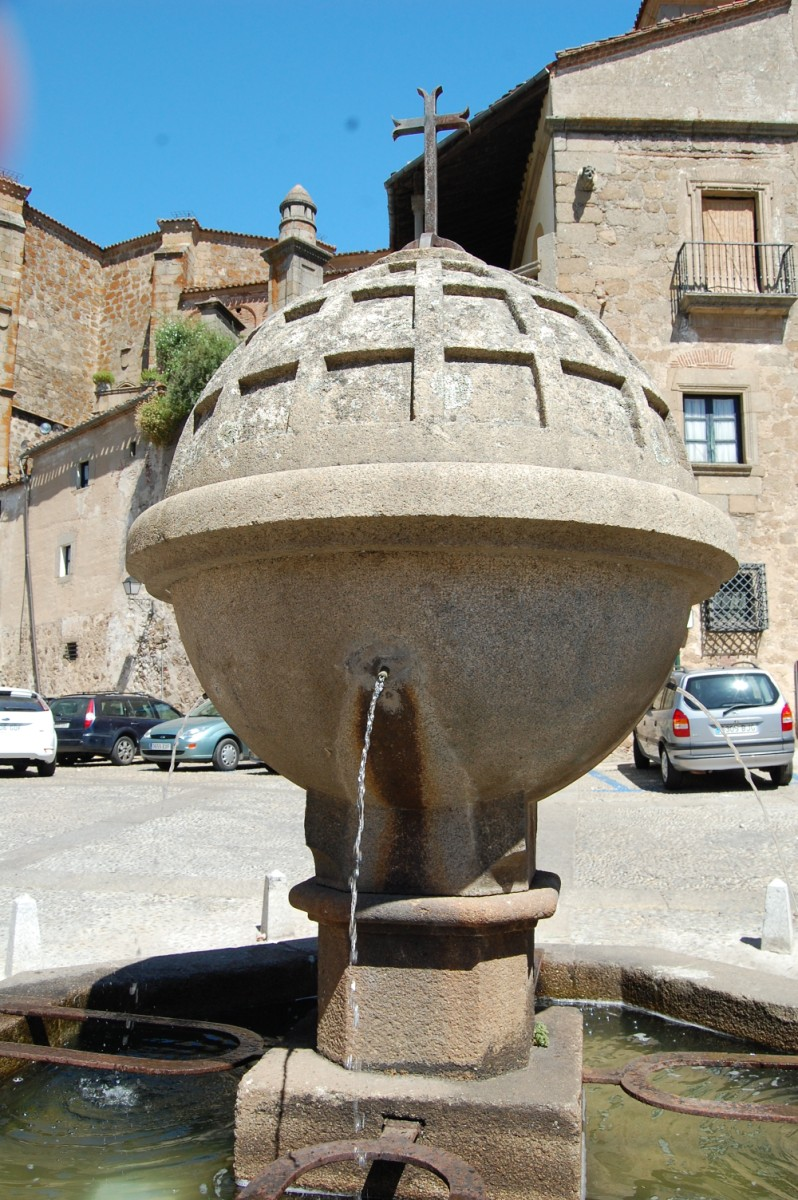
Fonte no centro histórico

Este artigo discorre sobre vários aspetos socioeconómicos e políticos da cidade espanhola de Plasencia, na província de Cáceres, comunidade autónoma da Estremadura.

## Política
A administração política do município é feita pelo Ayuntamiento, um órgão de gestão democrática cujos elementos são eleitos de quatro em quatro anos por sufrágio universal. Têm direito a voto todos os residentes do município maiores de 18 anos de nacionalidade espanhola ou de um país membro da União Europeia. Segundo o disposto na "Lei do Regime Eleitoral Geral", que estabelece o número de vereadores elegíveis em função da população do município, a Corporação Municipal de Plasencia é formada por 21 vereadores.
A corporação municipal resultante das eleições de 2007 é composta por 10 vereadores do Partido Socialista Operário Espanhol (PSOE), 10 do Partido Popular (PP) e 1 do partido regional Unión del Pueblo Extremeño (UPEX). Em consequência de um pacto de governo, Elia María Blanco Barbero, do PSOE, foi reeleita pela segunda vez alcaidesa de Plasencia. A sede do Ayuntamiento, denominada casa consistorial em Espanha, localiza-se na principal praça da cidade velha, a Plaza Mayor.

### Resultados das eleições municipais
| Eleições municipais de 2007                                           |       |         |            |
| Partido                                                               | Votos | %       | Vereadores |
| Partido Socialista Operário Espanhol (PSOE)                           | 9 514 | 44,68 % | 10         |
| Partido Popular (Espanha) (PP)                                        | 8 799 | 41,32 % | 10         |
| Unión del Pueblo Extremeño (UPEX)                                     | 1 536 | 7,21 %  | 1          |
| Izquierda Unida - Socialistas Independientes de Extremadura (IU-SIEX) | 1 007 | 4,73 %  | 0          |

- Alcaidesa eleita: Elia María Blanco Barbero.

### Governo municipal

#### Orçamento municipal
O valor total do orçamento da ciade em 2008 foi 36 178 327 €.

#### Pleno municipal
O Pleno municipal[a] é o órgão de máxima representação política da cidadania no governo municipal, sendo órgão onde se debatem e se adotam as grandes decisões estratégicas, através da aprovação de regulamentos de natureza orgânica e outras normas gerais, dos orçamento, planos de ordenação urbanística, forma da gestão dos serviços, etc. Além disso controla e fiscaliza os órgãos do governo. As atribuições das diferentes áreas do governo estão aprovados pelo pleno municipal, que é convocado e presidido pela alcaidesa e é integrado pelos 21 vereadores do Ayuntamiento.

#### Áreas municipais
A gestão executiva municipal está organizada por dez áreas de governo, estando à frente de cada uma umvereador (concejal) da equipa do governo. Cada uma destas áreas tem diversas delegações em função das competências atribuídas e que podem variar de governo (mandato) para governo.
Em janeiro de 2009, essas áreas eram as seguintes:
- Finanças
- Urbanismo
- Recursos humanos, serviços sociais, imigração e serviços gerais
- Juventude e desporto
- Património
- Manutenção e obras, festejos, desenvolvimento rural
- Turismo, igualdade, terceira idade e saúde
- Interior, mobilidade, desenvolvimento exonómico e emprego
- Educação e cultura
- Desenvolvimento sustentável e participação dos cidadãos

### Câmara das Grandes Cidades
Plasencia é um dos sete membros da "Câmara das Grandes Cidades" da Estremadura, cujo objetivo é melhorar e agilizar as relações entre os grandes municípios da região e o governo da mesma.

### Administração autonómica
A Junta da Estremadura administra a serviços públicos e equipamentos de educação, sanitários e de sáude que há na cidade. Existe uma delegação do "Serviço Extremehno Público de Emprego" (SEXPE) e um edifício com múltiplos serviços de diversos departamentos da Junta da Estremadura (governo regional, dito autónómico em Espanha).

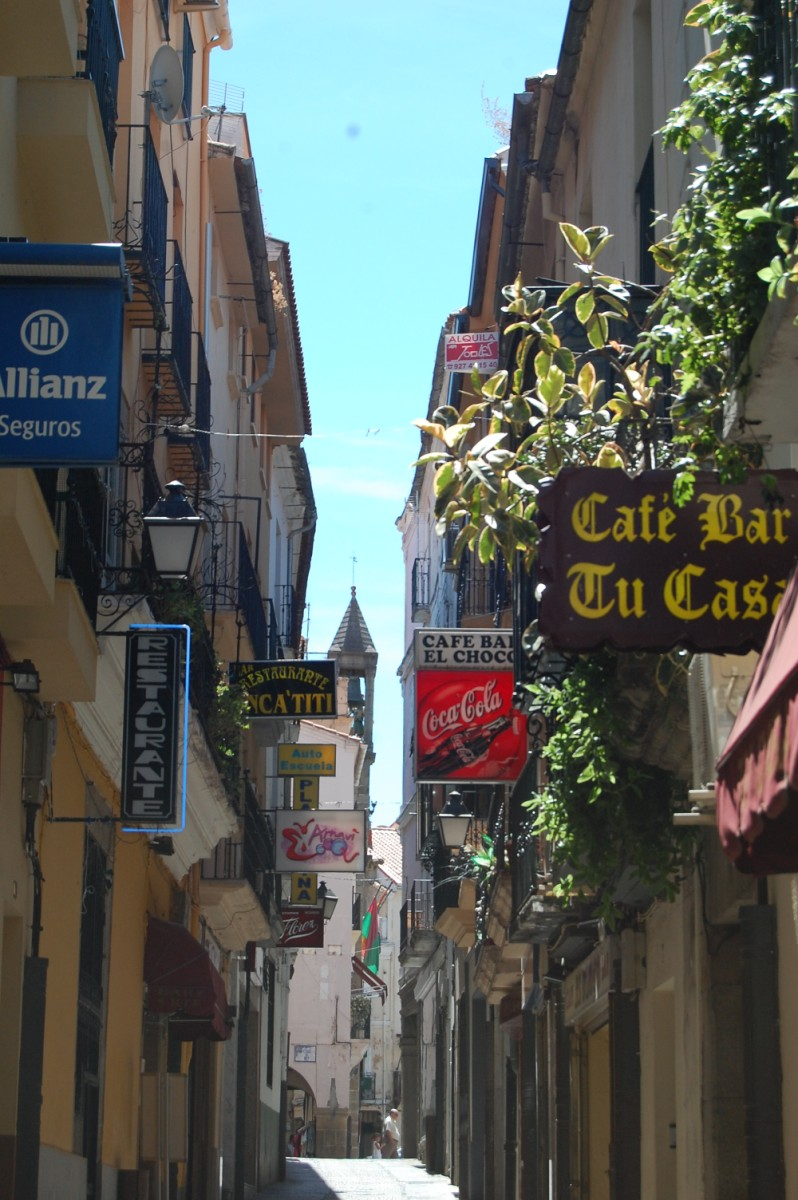
Rua no centro histórico

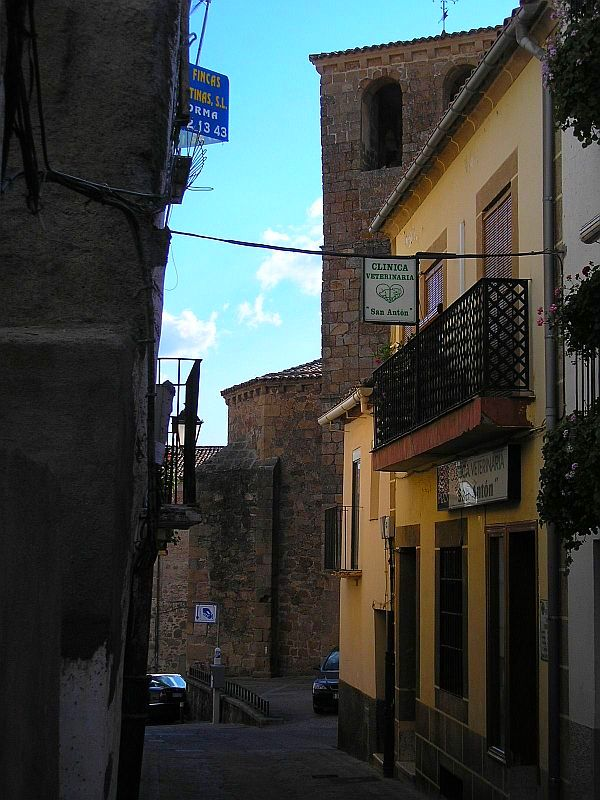
Rua no centro histórico

Plasencia é a sede do "Defensor do Povo" da comunidade autónoma (ombudsman, provedor ou ouvidor), que na Estremadura se chama Personero del Común.

### Administração nacional
Na cidade existem os seguintes serviços do governo espanhol:
- Delegação da Segurança Social
- Delegação das Finanças (equivalente ao ministério das finanças em Portugal e ao da fazenda no Brasil)
- Delegação do "Servicio Público de Empleo Estatal" (o equivalente do Instituto do Emprego e Formação Profissional em Portugal)
- Comando da Guarda Civil (Espanha)
- Comissaria do Corpo Nacional de Polícia
- Casa de Socorro da Cruz Vermelha
- Proteção Civil

### Administração judicial
A área do município faz parte do partido judicial (divisão judicial equivalente à comarca em Portugal e no Brasil) de Plasencia, o nº 4 de Cáceres, do qual fazem parte 59 localidades do norte da província de Cáceres. Atualmente (jan-2010) o poder judicial é exercido por quatro es de primeira instância e um juiz penal.
A cidade tem também delegações do registo civil, registo comercial e registo predial

### Segurança urbana
O aspeto mais assinalável da segurança urbana na cidade é o "Regulamento de protecção sobre a convivência cidadã e prevenção de atitudes não cívicas" que está em vigor desde 17 de fevereiro de 2006. Este regulamento estabelece que os atos de vandalismo cometidos na cidade serão sancionados de forma mais severa do que antes acontecia. O regulamento tipifica os atentados contra bens alheios ou públicos que podem ocorrer e define as sanções para cada um deles. A Policía Local tem a responsabilidade de fazer cumprir esse regulamento e periodicamente promove conferências nas escolas para informar os jovens das consequências negativas e sanções em que incorrem os que realizem atos de vandalismo na cidade.

## Economia

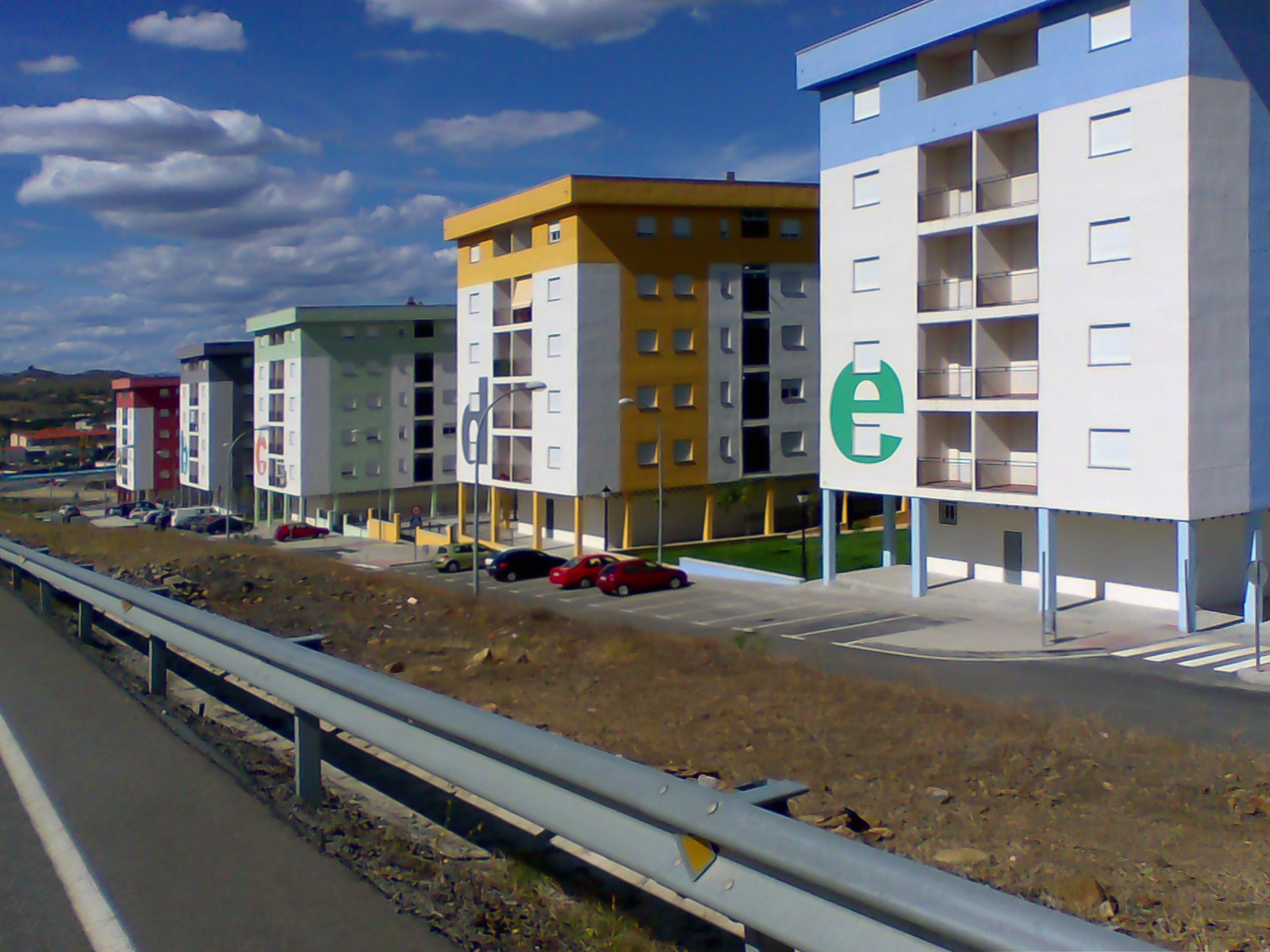
Prédios de habitação social em Plasencia

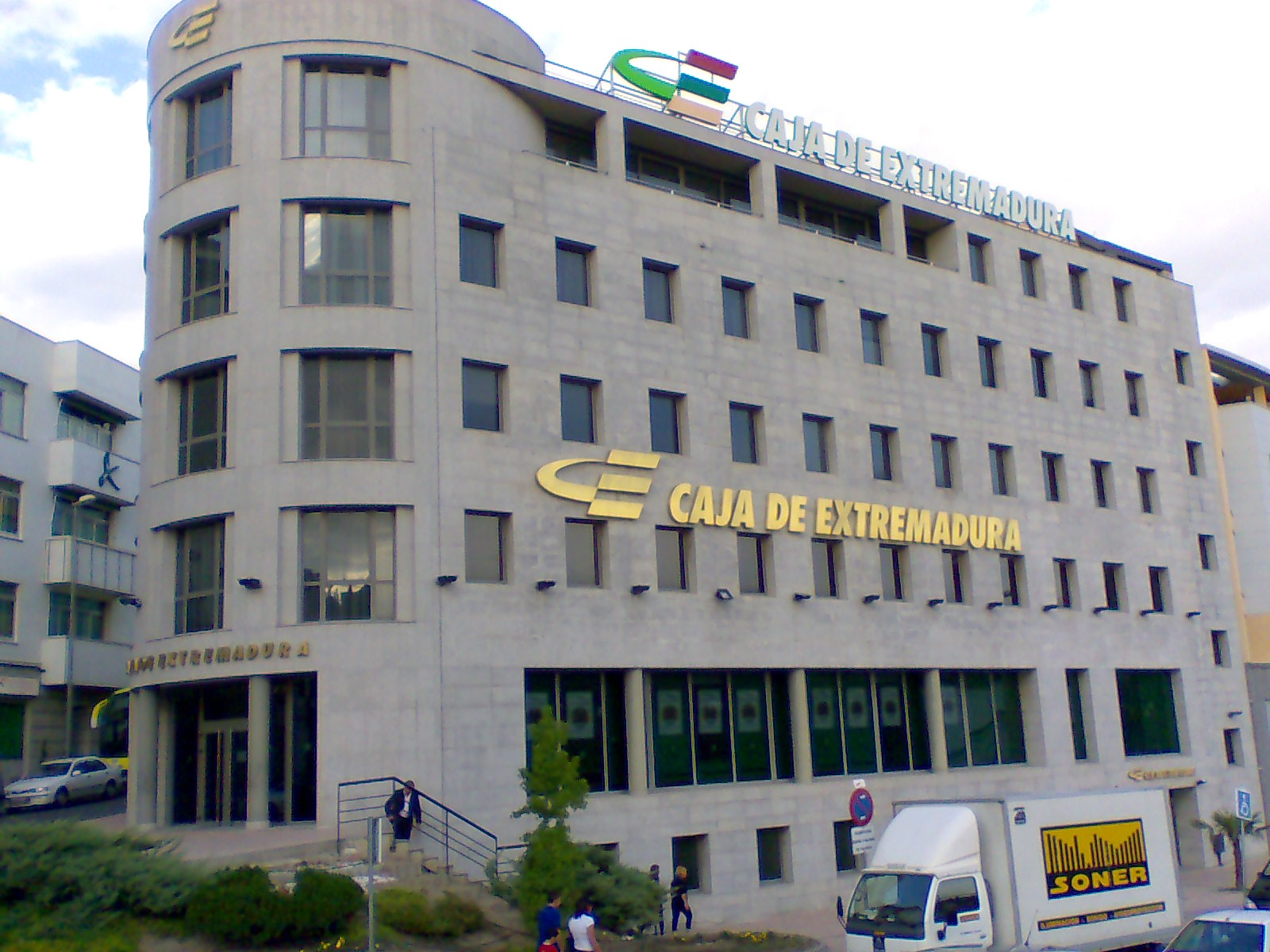
Sede da Caja de Extremadura em Plasencia

A economia da cidade baseia-se principalmente no comércio e outros serviços, que representam 63% da atividade económica. A atividade de construção e outras indústrias também são importantes, contando a cidade com três parques industrias, estando um quarto em construção. Sendo a cidade o principal polo sócio-económico da região norte da Estremadura, grande parte da sua economia está orientada para a prestação de serviços a toda essa região.
A Caja de Extremadura, a maior instituição financeira da Estremadura, tem uma das suas duas sedes em Plasencia, devido à desaparecida Caja de Ahorros de Plasencia ter sido uma das duas entidades bancárias que se fundiram para formar a Caja de Extremadura.

### Ninho de empresas
Em 2008 a Câmara de Comércio de Cáceres inaugurou em Plasencia um ninho de empresas para apoiar a os jovens empreendedores que queiram iniciar uma empresa, favorecendo o nascimento e consolidação de novas empresas. Esta instituição consta de 15 espaços de escritórios para uso das novas empresas. Os candidatos devem estar isentos do Imposto sobre Actividades Económicas[b], ser uma empresa nova, ter morada fiscal na província de Cáceres, apresentar um projeto empresarial que avalize a sua viabilidade económica e financeira e não desenvolver atividades que possam ser perigosas ou molestar os restantes utentes do ninho de empresas ou da câmara de comércio.

### Emprego
O desemprego entre 1998 e 2008 esteve sempre em redor dos 6%, mas em 2009 estava a aumentar significativamente, em consequência da crise económica iniciada em 2008, que na cidade afeta principalmente o setor da construção, o qual foi importante no desenvolvimento económico das últimas décadas.

### Agricultura

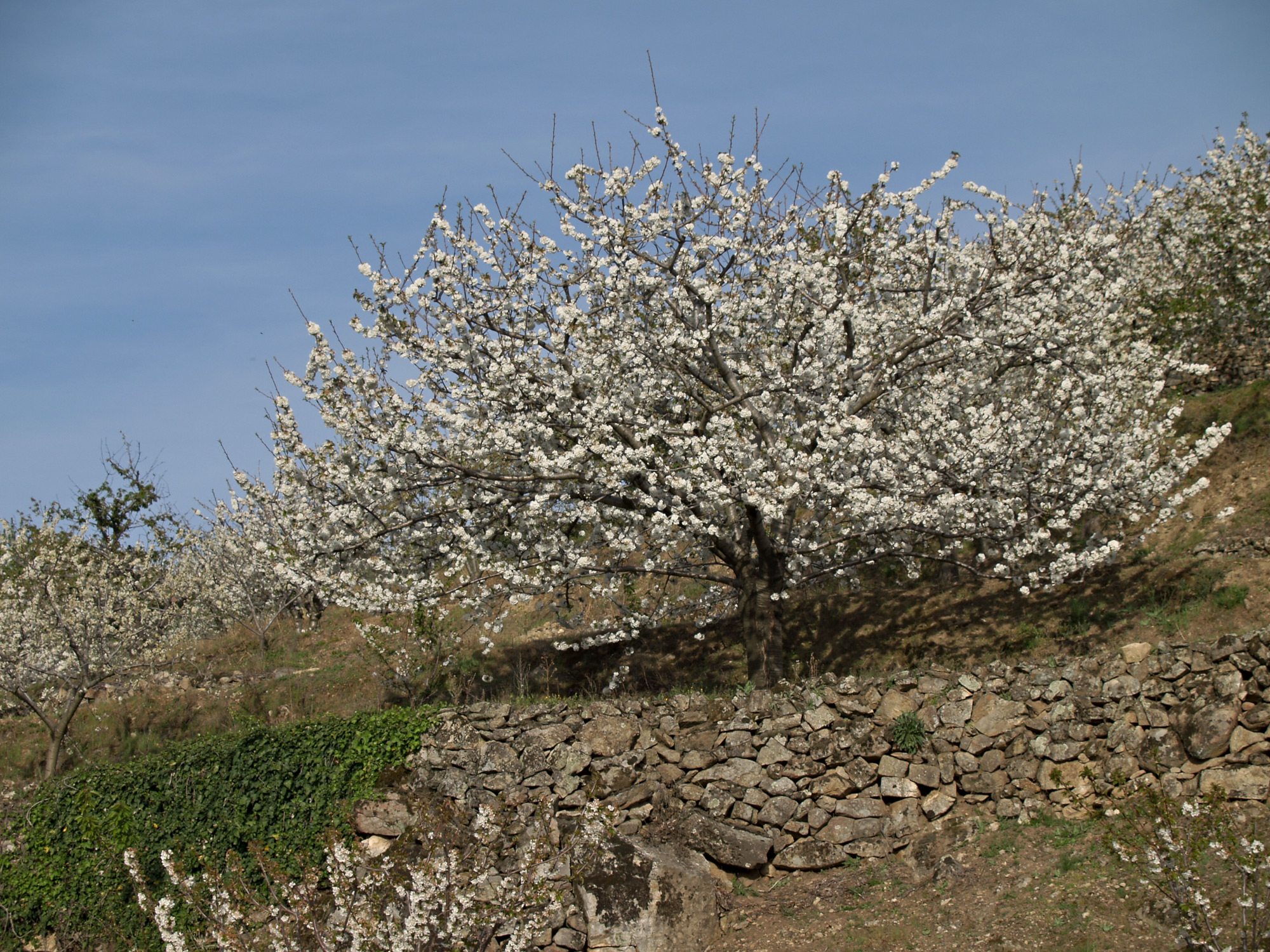
Cerejeiras em flor. A cereja é um dos produtos tradicionais do Vale do Jerte, a norte da cidade.

Sendo o centro económico duma região onde as atividades predominantes são a agricultura e pecuária, nas áreas industriais existe uma grande variedade de empresas agropecuárias, desde viveiros até à comercialização de todo o tipo de maquinaria agrícola e pecuária.
No passado as feiras de gado que se realizavam todos os meses foram muito importantes, sobretudo as que decorriam em junho e setembro (esta última no dia de São Miguel, a 29 de setembro). Todas as terças-feiras se realiza um mercado na Plaza Mayor, no qual se vendem todos os produtos típicos dos arredores, como sejam artesanato, gado e produtos agrícolas.
A feira mais importante, chamada de Martes Mayor (terça-feira maior), realiza-se anualmente na primeira terça-feira de Agosto está classificada como "Festa de Interesse Turístico Regional" pela Junta da Estremadura. Acredita-se que esta feira se realiza desde o tempo da fundação da cidade no século XII. Nesse dia recordam-se os antigos mercados medievais, aos quais acorriam os agricultores, pastores e artesãos para vender os seus produtos e abastecer-se de outros.
Em Plasencia encontra-se a sede do Centro de Investigação e Desenvolvimento em Agricultura Ecológica, um edifício central de 1 800 m². O centro conta com a colaboração para a atividade de investigação de diversas quintas dispersas por diversas zonas da província de Cáceres. A investigação sobre sanidade vegetal e a proteção das culturas produzidas de forma ecológica estão entre as prioridades desse organismo dependente do Instituto Nacional de Investigación y Tecnología Agraria y Alimentaria e participado pela pela Junta da Estremadura.

### Indústria

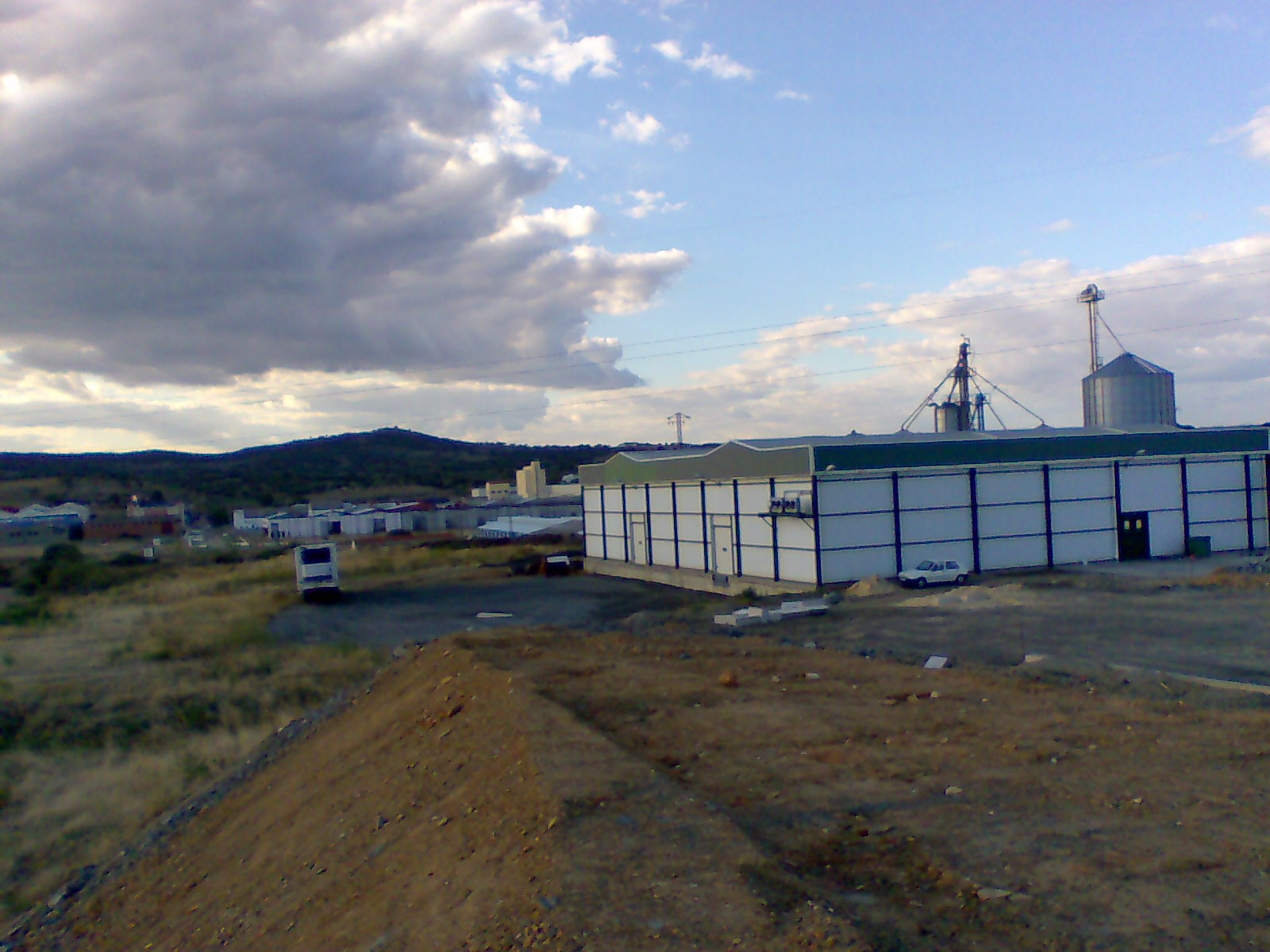
Área Industrial de Plasencia

O setor secundário ou industrial é aquele que gera mais emprego estável na cidade, contando esta com três parques industriais e um quarto em construção. Há uma grande variedade de empresas dedicadas a diferentes atividades, todas de pequena ou média dimensão.
Em zonas muito próximas produzem-se produtos com denominação de origem controlada ou protegida — ternera (novilho) da Estremadura, pimentão de La Vera, presunto dehesa[c] da Estremadura e cereja do Jerte — alguns dos quais são transformados ou embalados nas zonas industriais de Plasencia.

| Setor industrial            | Empresas |
| Energia e água              | 6        |
| Extração mineira e químicas | 21       |
| Metalurgia                  | 53       |
| Manufatura                  | 105      |
| Total                       | 185      |

### Comércio

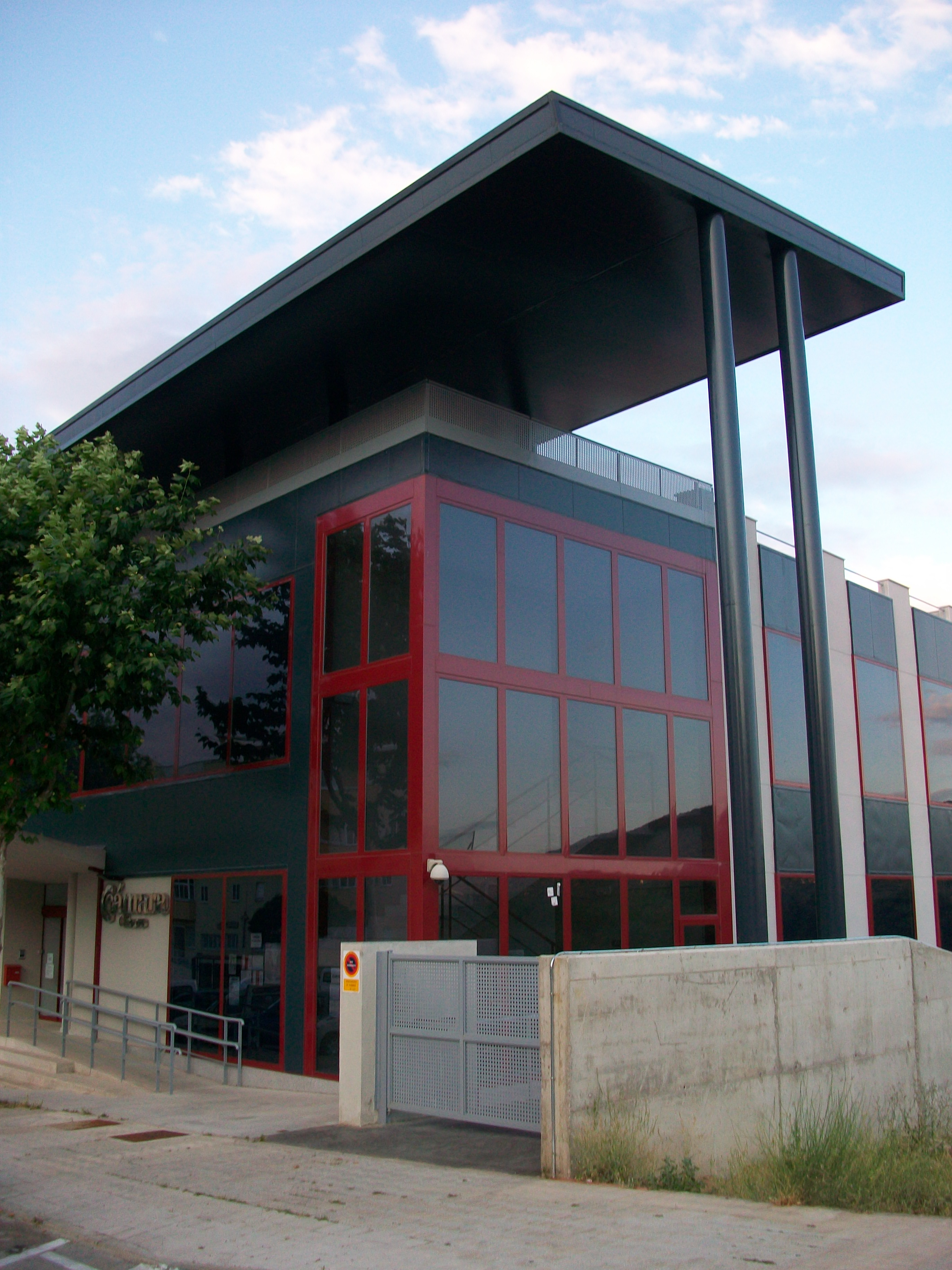
Delegação da Câmara de Comércio de Cáceres em Plasencia

O número de clientes do comércio de Plasencia, estimado em em cerca de 130 000 de forma direta e em mais de 200 000 de forma indireta, supera o triplo dos habitantes da cidade, e estão distribuidos pelo noroeste da Estremadura e sul da província de Salamanca. Grande parte do comércio desenvolve-se na zona antiga, dentro das muralhas, nas ruas que conduzem à Plaza Mayor, principalmente na de El Rey, Talavera, Trujillo, Rúa Zapatería, Los Quesos, Pedro Isidro, Vidrieras e Calle del Sol. Outras zonas comerciais importantes são a avenida de la Vera, Sor Valentina Mirón e Alfonso VIII.

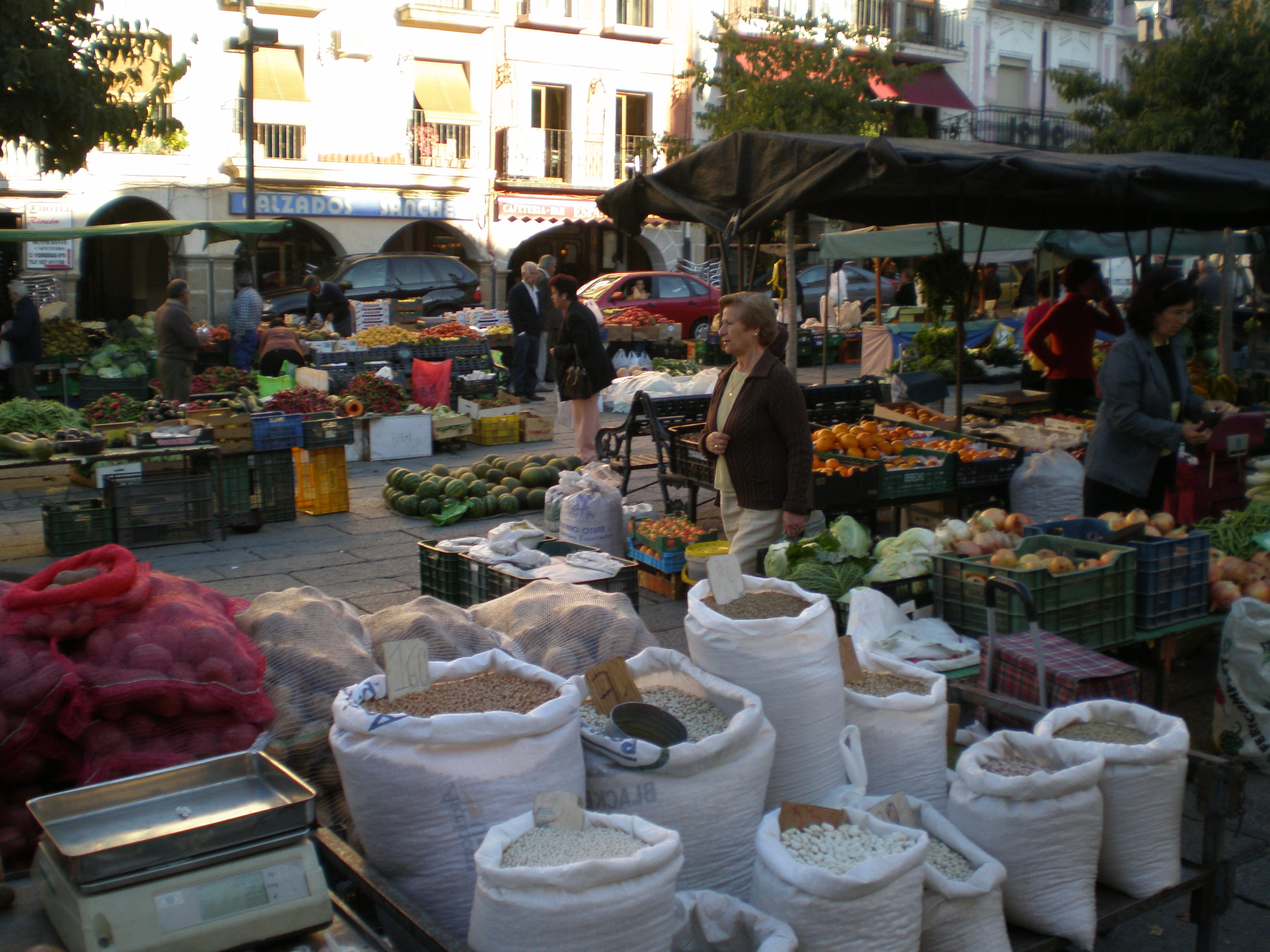
Mercado tradicional de Martes (terça-feira na) Plaza Mayor

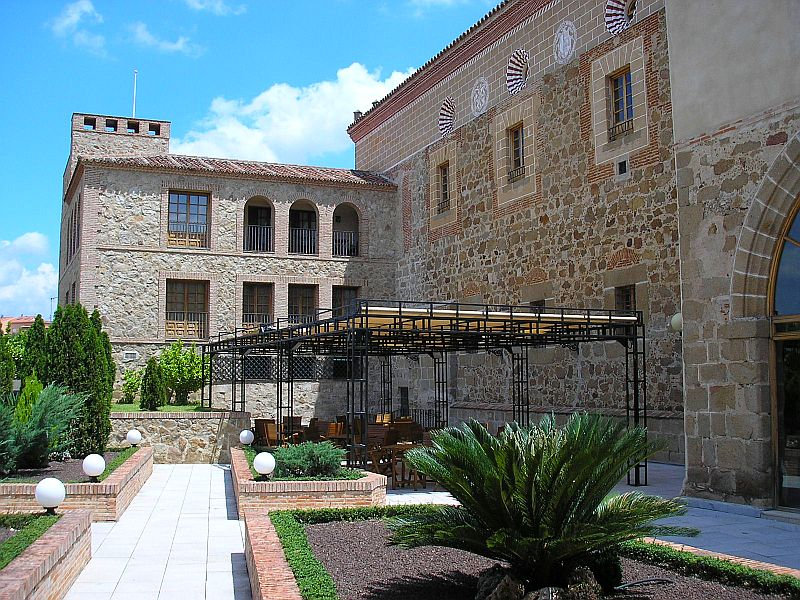
Parador Nacional

| Setor comercial                                                           | Empresas |
| Dependências bancárias/Bancos (14), Caixas de crédito[d] (27), Outras (2) | 43       |
| Empresas comerciais grossista                                             | 230      |
| Empresas comerciais retalhistas                                           | 1 164    |
| Supermercados                                                             | 25       |
| Hipermercados/Centros comerciais                                          | 1        |
| Bares e restaurantes                                                      | 358      |

### Parque de feirasEl Berrocal
A fim de promover os intercâmbios comerciais, a cidade dispõe de um recinto multiusos onde ao longo do ano se realizam diversas feiras. A plataforma multiusos construída pelo Ayuntamiento no parque de feiras El Berrocal com financiamento do Fundo Europeu de Desenvolvimento Regional (FEDER) tem como objetivo a realização de eventos empresariais, turísticos e gastronómicos, entre outros. A Feira de Junho também benificia deste espaço porque evita muitos gastos de montagem à "Federação das Peñas[e] de Feira" e à "Federação Empresarial Placentina".

### Turismo
O importante património histórico-artístico e monumental de Plasencia e a sua localização numa paisagem natural de grande beleza é muito valorizado pelos visitantes da cidade, embora os números de visitantes estejam longe de outras cidades estremenhas como Mérida, Trujillo ou Cáceres. O turismo é mais intenso na primavera e outono, com um pico na Semana Santa, uma época do ano festiva muito comemorada em Espanha, durante a qual muitos espanhóis fazem férias e que é comum coincidir com as festas das cerejeiras em flor, declarada festa de interesse turístico regional pela Junta da Estremadura. Outro pico de visitantes ocorre na primeira semana de Agosto, por ocasião da feira do Martes Mayor.
A infraestrutura hoteleira inclui hoteis de todas as categorias, desde pousadas da juventude e pensões até hoteis de quatro estrelas, destacando-se entre estes o Parador Nacional e o Hotel Alfonso VIII, ambos no centro histórico da cidade. A poucos km de Plasencia encontram-se diversas estâncias termais, nomeadamente no Vale do Jerte, em Baños de Montemayor e, um pouco mais longe, em Monfortinho, Portugal.